# 伊藤英明
伊藤 英明（いとう ひであき、1975年〈昭和50年〉8月3日 - ）は、日本の俳優。長崎県佐世保市生まれ、岐阜県岐阜市出身。個人事務所・ID4マネージメント所属。

## 来歴

### 生い立ち
元自衛官で物流会社勤務の父親（岐阜県出身）、元バスガイドの母親（長崎県出身）、1歳年下の妹の4人家族。長崎県佐世保市生まれ。母は女優になりたいという夢を持っていた。幼稚園のころに急性腎炎と診断され、入院生活を送るようになったという。入院先の病院の大部屋では、友達になった子が亡くなる出来事にも遭遇した。

### 学生時代
小学校入学後も慢性腎炎のため入退院を繰り返したため、小学校には通算で3年間ほど通っただけである。運動会への参加は1回だけであり、林間学校には参加したことがなく、クラスにはあまり溶け込めなかった。給食は塩分を調節するためお湯で薄めて食べていた。
小学校の思い出はほとんどないが、母親がしばしば自分を抱きしめて泣いていたことははっきり覚えている。身体障害者手帳を手に、両親は「死」を覚悟したという。幼少期から死と向き合ってきたせいか、成人後も、自分が「もういいや」と諦めてしまったら、いつでも逝ってしまうという思いが強く、同時に、自分は生かされているという思いも人一倍強い。そのため、「後悔しないように今頑張らないと、楽しまないと、チャレンジしないと」といつも感じている。また、「人生、死ぬまで成功か失敗か分からない。何もしないで後悔するなら、チャレンジして後悔したほうがいい」という人生観をもっている。小学6年生の時に扁桃腺を摘出したところ完治し、その際に障害者手帳を返納した。
高校入学後は勉強をせずに大人を出し抜くことばかり考えており、中退まで思案した時期もあった。しかし、当時の担任教師から「電気が嫌いだってわかっただけでもよかったじゃないか」と言われ、何とか卒業したという。そのため後に同担任を「一番いい先生だった」と振り返っている。

### 芸能界入り
デビュー以降は一貫して自然体・自由でいることを大切にしており、1993年に第6回「ジュノン・スーパーボーイ・コンテスト」準グランプリを獲得（グランプリは柏原崇、審査員特別賞に加藤晴彦）。1993年に雑誌のコンテストで準グランプリを獲得。1994年に岐阜から上京し（上京した日付は平成6年6月6日）、田中裕子との共演CM（サントリー・オールドのCM）でデビューする。人気CMへの出演も決まったが、当時の所属事務所の方針でまず方言から直され、髪型や服装も決められ、キャラクターがつくられていくことに疑問を感じた。
1995年に一度活動休止する。素の自分とはどんどんかけ離れていく窮屈さの中で、気づくと10kgも痩せていたという。結局、この事務所とは合わずに間もなく辞めたが、芸能界には再チャレンジをしようと思っていた。そのため東京に残りアルバイトを始めたが、とび職や解体工事などの肉体労働を選び、割のいい夜のアルバイトは「流されるのは嫌」と避けた。アルバイト生活がおよそ2年間続いた後、A-teamのスタッフに声をかけられ、1997年にドラマ『デッサン』（日本テレビ）で活動を再開する。

### 俳優として

#### 2000年代
2000年、ドラマ『YASHA-夜叉-』（テレビ朝日）でテレビドラマ初主演し、1人2役に挑む。映画『ブリスター!』で映画初主演もして、この映画で高崎映画祭新人賞を受賞する。2002年、大河ドラマ『利家とまつ〜加賀百万石物語〜』で主役2人の嫡男である前田利長を演じる。
2004年、映画『海猿』に主演。2006年、続編の『LIMIT OF LOVE 海猿』がこの年の邦画実写映画・興行成績第1位となる。同年に豊川悦司とダブル主演のドラマ『弁護士のくず』の演技によって、第49回ザテレビジョン・ドラマアカデミー助演男優賞を受賞する。
2007年、主演映画『スキヤキ・ウエスタン ジャンゴ』が第64回ヴェネツィア国際映画祭のコンペティション部門に正式出品され、初めて国際映画祭に参加する。2009年、地元・岐阜で開催された『ぎふ信長まつり・岐阜市制120周年記念』の一環であった『信長公騎馬武者行列』に、ボランティアで信長役として参加した。

#### 2010年代
2010年、主演映画『THE LAST MESSAGE 海猿』がこの年の邦画実写映画・興行成績第1位となる。この映画は日刊スポーツ映画大賞・石原裕次郎賞を受賞している。続いて2012年、『BRAVE HEARTS 海猿』）がこの年の邦画実写映画・興行成績第1位となる。同年の主演映画『悪の教典』では初めて本格的な悪役（サイコパスの大量殺人犯役）に挑戦した。
2014年、映画『WOOD JOB! 〜神去なあなあ日常〜』では杣人（林業家）を演じる。2015年に同作で第38回日本アカデミー賞優秀助演男優賞、および第69回毎日映画コンクール男優助演賞を受賞し、演技派の俳優として認められている。

#### 2020年代
2020年、主演ドラマ『病室で念仏を唱えないでください』（TBS）で12年ぶりに金曜ドラマに出演。同年、映画『劇場版 仮面ライダーゼロワン REAL×TIME』で仮面ライダーエデン/エスを演じた。
2022年、25年在籍した芸能事務所・A-teamを退所し、尊敬する俳優の津川雅彦が所属していたグランパパプロダクションへ移籍。2024年にグランパパプロダクションを退所し、7月1日より個人事務所・ID4マネージメントを設立した。

### 私生活
2014年に8歳年下の元会社員の女性と結婚した。伊藤は結婚の理由について「尊敬でき、思いやりの心を持つ彼女となら共に生きて行けると決心しました」というコメントを寄せている。また、結婚式は岐阜県（地元）およびスペイン・マヨルカ島で挙げた。当初、地元で身内だけの神前結婚式のみで済ませる予定であったが、「ウェディング・ドレスを着たい」という新婦の要望を叶えるために、ハネムーンの地であるスペインでも行うことにした。2015年には第1子の男児が誕生。2019年に第2子の長女が誕生した。

## 人物
- 岐阜市立西郷小学校[13]、岐阜市立岐阜西中学校[14]、岐阜県立岐南工業高等学校電気工学科卒業[15]。
- 三池崇史監督の作品には繰り返し出演している（『スキヤキ・ウエスタン ジャンゴ』『悪の教典』『喰女-クイメ-』『テラフォーマーズ』）。
- セガのトレーディングアーケードカードゲーム『三国志大戦』のファンであり、過去のインタビューの中で『三国志大戦』について熱く語ることもあった。2020年9月30日にとある収録で秋葉原に出向いた際、偶々『三国志大戦』のYouTube配信の現場に出くわし、『戦国大戦』を経て現行の三国志大戦もプレイしていると発言している。
- 中学時代から女優の宮沢りえの大ファンであり、彼女が映画『ぼくらの七日間戦争2』（1991年）のオーディションに審査員として来ると聞いて、会いたい一心で審査書類を出した[4]。だが、自宅に審査の電話連絡があったため両親に事態が発覚し、東京近郊で1ヵ月間撮影に参加することを反対されて夢は叶わなかった。宮沢が写真集『Santa Fe』でヘアヌードを披露した際には、あまりの辛さで学校を3日も休み、「誰にも（宮沢のヌードを）見せたくない」という思いから「お金があれば写真集を全部買い占めたのに」とまで思いつめたという[16]。2018年3月8日放送の『とんねるずのみなさんのおかげでした』内のコント「したの国から2018 早春」で共演を果たした。
- 馬好きが高じて2011年に中央競馬での馬主資格を取得している[17]。
- 花火師の資格を取得。岐阜の地元の人たちが『岐阜英明』のイベントを開催してくれ、出身小学校で花火を打ち上げた[13]。

## エピソード

### 『海猿』関連
- 映画『海猿』の役づくりは合宿生活から開始されている。1作目では、広島県呉市で2ヵ月間ほど合宿生活を送り、海上保安官が実際に行う訓練も体験している。キャスト同士が役名で呼び合い、使用する潜水用具も自分たちで管理したため、役を離れる必要がなかったという。そのため俳優として仙崎大輔という役柄を演じるのみならず、一個の人間としての経験や感動をスクリーンのなかで体現した部分も多い。特に訓練シーンでは、体力や気力の限界点の「極限の表情」が出るまで、監督の羽住英一郎の「カット」の声がかからなかったこともある。撮影自体は非常に厳しいものであったが、自らの当たり役ともいえる役柄に出会えたことを誇りに思っており、また、常に危険と隣り合わせの状況にいる海上保安官を尊敬するようになっている[18]。
- 30代中盤までの代表作は、2004年の映画『海猿　ウミザル』から始まった合計4作品の映画、および2005年のテレビドラマ『海猿 UMIZARU EVOLUTION』によって構成された『海猿』シリーズである。撮影期間も含めると、伊藤はこのシリーズに10年にわたってかかわっている。映画はいずれもヒットしており、日本歴代興行成績上位の映画一覧を確認すると、1976年から2014年までに日本で公開されたすべての邦画・洋画のなかで、『THE LAST MESSAGE 海猿』は60位に、『BRAVE HEARTS 海猿』は71位に、『LIMIT OF LOVE 海猿』は75位にランクインしている。言い換えると、シリーズ4作品のうち3作品までが過去40年近くにわたる日本の映画興行成績上位100位以内に入っている。
- 3作目以降の映画はファンの要望によって製作されている。『海猿』シリーズについては監督の羽住も伊藤も、2作目で映画を終了と考えていた。2本の映画はいずれもヒットしており、伊藤にはブレイクした役にいつまでもすがりたくないとの意地もあった。しかしファンの署名運動によって3作目が制作されることになり、「色々な意味で前作を超えられるように努力すればいい」と覚悟を決めて撮影に臨んだという。伊藤は、現場では職人気質の志の高いプロたちが死に物狂いで、また周囲を気遣いながら作品づくりに取り組んでいると語っている。伊藤はその中で仕事ができることに幸せを感じている。同時に、自分の出演作を心待ちにしてくれるファンのありがたさをも痛感している。伊藤は再デビュー後も、芸能界は努力がすぐ報われる世界ではないと考えており、過剰な期待感はもたなかったという。だが、上述の点に気づいてからは、それまで以上に仕事に対して強い責任感を抱くようになったという。伊藤は自身のことを「やる時はやる、相当頑張ってしまう性格」と評しているが、20代のころと比較すると、見栄を張らずに、できないことはできないと認めつつ、最大限に努力すればいいと思えるようになっている[19]。
- 4作目と同年に公開された『悪の教典』でサイコパスの大量殺人犯を演じたことは伊藤にとって大きな意味があり、この映画以降演じる役柄の幅を広げている。しかし、伊藤はこの映画の舞台挨拶ではファンを気遣い、それまでたくさんの映画のなかで人を救ってきたが、初めて悪役を演じたと述べたうえで、タレントで女優の前田敦子が以前所属していたアイドルグループ・AKB48の選抜総選挙のときに語った言葉をもじって、「伊藤英明は嫌いになっても、『海猿』のことは嫌いにならないでください」とユーモアたっぷりに発言している[20]。
- 映画『252 生存者あり』の主人公のキャラクターは、伊藤が演じることを前提とした当て書きでつくられている。『海猿』シリーズの原案者の小森陽一が、『LIMIT OF LOVE 海猿』の撮影現場に、原稿用紙10枚ほどの『252』のプロットを持って訪ねてきたという。リアルに人間ドラマを描きだす小森の手腕を伊藤は尊敬しており、また自分を想定して書いてくれたということに感動したという。そこでこの話を旧知の監督水田伸生に持ち込み、映画化が実現した。伊藤は役作りをするために、実際のハイパーレスキュー隊員に話を聞いたり、東京消防庁で訓練を受けたりしている。ハイパーレスキューの仕事には、『海猿』で演じた海上保安官同様に敬意を表している[21]。

### 評価
- 三池崇史は、『悪の教典』の主人公・蓮実聖司役に伊藤を抜擢した理由について、ただ自分らしく生きたいだけなのにその場所が見つからないという孤独感があり、「何のために存在するのか」という問いかけをもっている点が、蓮実のイメージと重なったと述べている。さらに三池は伊藤について、役者としての魅力ももちろんあるが、それよりも本能的な動物としての強さをもっており、言いようのない不思議な魅力があるとしている[22]。主人公の小町小吉役のキャスティングの際には、小町のヤンチャな青年のイメージに合う俳優を探したと述べている。スタッフとともに、それまで一緒に仕事をしてきたなかで一番ヤンチャな役者は誰かについて話し合ったところ、全員が伊藤の名前を挙げたため、声をかけたと語っている。この映画の上映会では三池は、伊藤について「すごく不思議で魅力的な存在。演技派でもないんだけど……ほかにいないでしょ？」「明日どうなるかわからない、というスタントマンに通ずるフェロモンが出ている。現場でも撮っていて気持ちがいい役者」と絶賛している[23][24]。
- 映画『WOOD JOB! 〜神去なあなあ日常〜』で監督を務めた矢口史靖は、映画『海猿』を観たときに感じた身体能力と筋肉の美しさに着目して、伊藤を森と同化した杣人の飯田与喜役に指名したと述べている。また矢口は、最初に伊藤を指名したもののスケジュールが合わず、一旦はキャスティングを断念したが、やはり諦めきれずに撮影スケジュールの方を調整したと説明している。実際に会ってみて役者としての伊藤に一目惚れしたことも明かしている[25]。また、『海猿』から『山猿』へと転じた伊藤が実は高所が苦手で、現場で「深く潜るのはいいけれど、高いのは大変だね」と語っていたエピソードを披露している。さらに矢口は、伊藤は身体能力と演技力の高さゆえに、高所でもびくついた感じは一切見せずに撮影を終え、それ以外の場面でも監督の示した演技面の繊細なリクエストをさらっとやってのけたと述べている[26]。

### 交友関係
- 音楽プロデューサーのSing-Oは幼稚園の頃から仲良しである[14][27][28]。
- 俳優の袴田吉彦、加藤晴彦とは、ともにジュノンボーイ出身ということもあり、プライベートでも親交がある。プロ野球では中日ドラゴンズのファンであり、加藤も同じ中日のファンであることから、この繋がりで同じ仕事をすることもある[29]。
- 元内閣総理大臣の安倍晋三と親交があった。2022年に死去された際、自身のInstagramにて「6年前、産まれたばかりの息子を抱いて下さったこと、ずっと大事にします」や「学校で銃の恐ろしさを教えなきゃいけないような日本になって欲しくない、そう強く願います。心よりご冥福をお祈り申し上げます」と追悼した[30]。
- 岐阜県知事の古田肇とは、古田と自身の父が中学校時代の同級生という間柄で、かつ古田の甥が自身の小学校の同級生という繋がりがある[31]。

## 受賞歴
- 2000年 - 第29回ベストドレッサー賞
- 2001年 - エランドール賞新人賞[32]
- 2001年 - 第15回高崎映画祭新人賞（『BLISTER!』）
- 2002年 - 第3回ベストフォーマリスト賞
- 2006年 - 第49回ザテレビジョンドラマアカデミー賞助演男優賞（TBS系『弁護士のくず』）[33]
- 2010年 - 第4回ラティーノ ジャパン賞 今年の“最もアツイ人”
- 2011年 - 第22回日本ジュエリーベストドレッサー賞（男性部門）
- 2011年 - ベスト・オブ・ベストアワード 2010年映画ファンが選ぶベストムービー ベストアクター賞 （『THE LAST MESSAGE 海猿』）[34]
- 2011年 - 2010年無煙映画大賞主演男優賞（『THE LAST MESSAGE 海猿』）[35]。
- 第38回日本アカデミー賞 優秀助演男優賞（『WOOD JOB! 〜神去なあなあ日常〜』）[36]
- 2015年 - 第69回毎日映画コンクール 男優助演賞（『WOOD JOB! 〜神去なあなあ日常〜』）[37]

## 出演

### 映画
- KISS ME（1996年）
- デボラがライバル（1997年）
- 秘密（1999年、東宝） - 相馬春樹 役
- クロスファイア（2000年、東宝） - 多田一樹 役
- Blister 〜ブリスター〜（2000年） - 主演・ユウジ 役
- LOVE SONG（2001年） - 松岡 役
- 修羅雪姫（2001年） - 隆 役
- 陰陽師シリーズ（東宝） - 源博雅（右近衛府中将） 役
  - 陰陽師（2001年）
  - 陰陽師II（2003年）
- 壬生義士伝（2003年、松竹） - 徳川慶喜 役
- 海猿シリーズ（東宝） - 主演・仙崎大輔 役
  - 海猿 ウミザル（2004年）
  - LIMIT OF LOVE 海猿（2006年）
  - THE LAST MESSAGE 海猿（2010年）
  - BRAVE HEARTS 海猿（2012年）
- この胸いっぱいの愛を（2005年、東宝） - 主演・鈴谷比呂志 役
- スキヤキ・ウエスタン ジャンゴ（2007年、ソニー・ピクチャーズ エンタテインメント） - 主演・ガンマン 役
- 252 生存者あり（2008年、ワーナー・ブラザース映画） - 主演・篠原祐司 役
- カムイ外伝 （2009年、松竹） - 不動 役
- アンダルシア 女神の報復（2011年、東宝） - 神足誠（ICPO・刑事） 役
- 悪の教典（2012年、東宝） - 主演・蓮実聖司 役
- WOOD JOB! 〜神去なあなあ日常〜（2014年、東宝） - 飯田与喜 役
- 喰女-クイメ-（2014年、東映） - 鈴木順 役[38]
- ゴッドタン キス我慢選手権 THE MOVIE2 サイキック・ラブ（2014年、東宝） - 伊藤先生 役
- テラフォーマーズ（2016年、ワーナー・ブラザース映画） - 主演・小町小吉 役
- 3月のライオン（2017年、東宝・アスミック・エース） - 後藤正宗 役
- 22年目の告白 -私が殺人犯です-（2017年、ワーナー・ブラザース映画） - 主演・牧村航 役（藤原竜也とW主演）[39]
- 劇場版 仮面ライダーゼロワン REAL×TIME（2020年、東映） - エス / 一色理人 / 仮面ライダーエデン 役[40]
- ドアマン（2020年アメリカ公開） - レオ 役
- 燃えよ剣（2021年、東宝） - 芹沢鴨 役[41]
- KAPPEI カッペイ（2022年3月18日、東宝） - 主演・勝平 役[42][43]
- レジェンド&バタフライ（2023年1月27日、東映） - 福富平太郎貞家 役[44]
- #真相をお話しします（2025年4月25日、東宝） - 美容室経営者 役[45]

### 配信映画
- ナックルガール（2023年11月2日、Amazon Prime Video） - 二階堂陽輝 役 [46]
- 不都合な記憶（2024年9月27日、Amazon Prime Video） - 主演・ナオキ 役[47]

### テレビドラマ
- デッサン（1997年7月2日 - 9月17日、日本テレビ）
- 踊る大捜査線 歳末特別警戒スペシャル（1997年12月30日、フジテレビ） - 藍原誠治 役
- 愛、ときどき嘘（1998年4月8日 - 6月24日、日本テレビ） - 中島千里 役
- ボーイハント 第3話 - 最終話（1998年7月20日 - 9月21日、フジテレビ）
- Over Time-オーバー・タイム（1999年1月4日 - 3月22日、フジテレビ） - 小林裕貴 役
- カネボウヒューマンスペシャル第19弾『小さな小さなあなたを産んで』（1999年2月2日、日本テレビ）
- OUT〜妻たちの犯罪〜（1999年10月12日 - 12月21日、フジテレビ） - 宮森カズオ 役
- ヤマダ一家の辛抱（1999年10月17日 - 12月19日、TBS） - 渡辺渡 役
- YASHA-夜叉-（2000年4月21日 - 6月30日、テレビ朝日） - 主演・有末静、雨宮凛 役（二役）
- マッハブイロク特別ドラマ big大作戦（2000年6月29日、フジテレビ）
- 愛をください（2000年7月5日 - 9月20日、フジテレビ） - 月密中也 役
- 女子アナ。（2001年1月9日 - 3月20日、フジテレビ） - 堀田航治 役
- 救命病棟24時 第2シリーズ（2001年7月3日 - 9月18日、フジテレビ） - 矢部淳平 役
  - 救命病棟24時 新春スペシャル（2002年1月1日）
  - 救命病棟24時 スペシャル（2005年1月4日）
- 嫉妬の香り（2001年10月12日 - 12月21日、テレビ朝日） - 谷崎直樹 役
- 恋を何年休んでますか（2001年10月19日 - 12月21日、TBS） - 沢村裕史 役
  - 恋を何年休んでますか スペシャル（2002年10月4日）
- バカ3兄弟（2001年12月29日、フジテレビ） - 安田みつる 役
- 大河ドラマ（NHK）
  - 利家とまつ〜加賀百万石物語〜（2002年） - 前田利長 役
  - 麒麟がくる（2020年） - 斎藤義龍（高政） 役[48]
- 天体観測（2002年7月2日 - 9月17日、関西テレビ/フジテレビ） - 主演・狭山恭一 役
- 赤ひげ（2002年12月28日、フジテレビ） - 保本登 役
- ぼくの魔法使い（2003年4月19日 - 7月5日、日本テレビ） - 主演・町田道男（みったん） 役
- 白い巨塔（2003年10月9日 - 2004年3月18日、フジテレビ） - 柳原弘 役
- 生放送はとまらない!（2003年10月10日、テレビ朝日） - 猿渡小五郎 役
- ドラマW 愛と資本主義（2003年11月29日、WOWOW） - 主演・リョウ 役
- 熱き夢の日〜日韓ワールドカップ・真実の裏側〜（2004年10月15日、フジテレビ） - 主演・高瀬和彦 役
- 国盗り物語（2005年1月2日、テレビ東京） - 織田信長 役
- 海猿 UMIZARU EVOLUTION（2005年7月5日 - 9月13日、フジテレビ） - 主演・仙崎大輔 役[注釈 3]
- 河井継之助 駆け抜けた蒼龍（2005年12月27日、日本テレビ） - 稲葉隼人 役
- 弁護士のくず（2006年4月13日 - 6月29日、TBS） - 武田真実 役
- 明智光秀〜神に愛されなかった男〜（2007年1月3日、フジテレビ） - 堀秀政 役（ほとんど伊藤の顔は分からない）
- 孤独の賭け〜愛しき人よ〜（2007年4月12日 - 6月21日、TBS） - 主演・千種梯二郎 役
- ファースト・キス（2007年7月9日 - 9月17日、フジテレビ） - 加納和樹 役
- 輪違屋糸里〜女たちの新選組〜（2007年9月9日・10日、TBS） - 土方歳三 役
- 世にも奇妙な物語（フジテレビ）
  - 世にも奇妙な物語 春の特別編 (2008年)「さっきよりもいい人」（2008年4月2日） - 主演・萩原孝一 役
  - 世にも奇妙な物語 秋の特別編 (2012年)「蛇口」（2012年10月6日） - 主演・浅村雄一役
  - 世にも奇妙な物語 夏の特別編 (2020年)「3つの願い」（2020年7月11日） - 主演・ 若林和也役
- 252 生存者あり episode.ZERO（2008年12月5日、日本テレビ） - 特別出演
- 警官の血（2009年2月7日・8日、テレビ朝日） - 安城和也 役
- ブザー・ビート〜崖っぷちのヒーロー〜（2009年7月13日 - 9月21日、フジテレビ） - 川崎智哉 役
- 高校生レストラン（2011年5月7日 - 7月2日、日本テレビ） - 岸野宏 役
- ラストマネー -愛の値段-（2011年9月13日 - 10月25日、NHK） - 主演・向島朔太郎 役
- 白虎隊〜敗れざる者たち（2013年1月2日、テレビ東京） - 松平容保 役
- 最も遠い銀河（2013年2月2日 - 3日、テレビ朝日） - 桐生晴之 役
- ダブルス〜二人の刑事（2013年4月18日 - 6月13日、テレビ朝日） - 主演・山下俊介 役
- 金田一耕助VS明智小五郎（2013年9月23日、フジテレビ） - 明智小五郎 役
  - 金田一耕助VS明智小五郎ふたたび（2014年9月29日）
- 独身貴族（2013年10月10日 - 12月19日、フジテレビ） - 星野進 役
- 昼顔〜平日午後3時の恋人たち〜 第1話（2014年7月17日、フジテレビ） - 出会い系男 役
- 罪人の嘘（2014年8月31日 - 9月28日、WOWOW） - 主演・笠原卓也 役
- リキッド〜鬼の酒 奇跡の蔵〜（2015年4月12日 - 26日、NHK BSプレミアム） - 主演・相良修一 役
- 天皇の料理番（2015年4月26日 - 7月12日、TBS） - 田辺祐吉 役
- 無痛〜診える眼〜（2015年10月7日 - 12月16日、フジテレビ） - 白神陽児 役[49]
- 僕のヤバイ妻（2016年4月19日 - 6月14日、関西テレビ/フジテレビ） - 主演・望月幸平 役[50]
- 病室で念仏を唱えないでください（2020年1月17日 - 3月20日、TBS） - 主演・松本照円 / 照之 役[51]
- 仮面ライダーゼロワン 最終話（2020年8月30日、テレビ朝日） - エス 役（特別出演）[52]
- トッカイ～不良債権特別回収部～（2021年1月17日 - 4月4日、WOWOW） - 主演・柴崎朗 役
- 24時間テレビ44 ドラマスペシャル『生徒が人生をやり直せる学校』（2021年8月21日、日本テレビ） - 原田憲也 役[53]
- 女系家族（2021年12月4日・5日、テレビ朝日） -  梅村芳三郎 役[54]
- 津田梅子〜お札になった留学生〜（2022年3月5日、テレビ朝日） - 津田仙 役[55]
- TOKYO VICE（2022年4月24日 - 6月12日、WOWOW） - 宮本ジン 役[56][57]
- 初恋の悪魔（2022年7月16日 - 9月24日、日本テレビ） - 雪松鳴人 役[58][59]
- ガラパゴス（2023年2月6日・2月13日、NHK BSプレミアム・BS4K）- 鳥居勝 役[60] [61] [62]
- グレースの履歴（2023年3月19日 - 5月7日、NHK BS4K・BSプレミアム） - 藤木俊彦 役[63]
- ブルーモーメント 第8話（2024年6月12日、フジテレビ） - 新島元樹 役[64]
- 花のれん（2025年3月8日、テレビ朝日） - 河島吉三郎 役[65]

### 配信ドラマ
- 悪の教典 -序章-（2012年10月15日 - 11月5日、BeeTV） - 主演・蓮実聖司 役
- テラフォーマーズ / 新たなる希望（2016年4月24日 - 、dTV） - 主演・小町小吉 役
- エイジ・オブ・サムライ: 天下統一への戦い（2021年2月24日 - 、Netflix） - 伊達政宗 役
- ドンケツ（2025年4月25日 - 、DMM TV） - 主演・沢田政寿 役[66][67]
- イクサガミ（2025年11月配信予定、Netflix） - 貫地谷無骨 役[68]

### 舞台
- MIDSUMMER CAROL ガマ王子 vs ザリガニ魔人（2004年） - 室町 役
- ジャンヌ・ダルク（2010年） - シャルル7世 役
- 橋からの眺め（2023年）- エディ 役
- 欲望という名の電車（2024年） - スタンリー・コワルスキー 役[69]

### 吹き替え
- SUITS/スーツ シーズン3 第11話（2014年） - マイケル・フェルプス 役

### ドキュメンタリー
- CBCテレビ開局50周年記念番組 地球大紀行スペシャル伊藤英明インカを歩く 天空から秘境へ!幻の「王の道」8000kmの旅（2006年、中部日本放送）[70]
- キャノンスペシャル 地球創世ミステリー〜プラネット・ブルー海と大地の鼓動を聴け（2006年、TBSテレビ）
- 旅のチカラ 「大草原に“自由の風”を求めて〜伊藤英明 アルゼンチン〜」（2013年4月3日、NHK BSプレミアム）
- 神社百景 GRACE of JAPAN（2013年4月7日 - 2015年3月28日、BSジャパン[注釈 4]） - ナビゲーター
- 伊藤英明 奇跡の海を潜る!（2013年10月19日、NHK BSプレミアム）
- 伊藤英明の大アマゾン紀行 悠久の6400キロ（第一夜：2014年3月8日・第二夜：3月9日、BS-TBS） - 旅人
- 伊藤英明が大接近!奇跡の海のザトウクジラ〜いのちの星の親子たち〜（2015年1月24日、CBC制作、TBS系列28局） - ナビゲーター[71]
- 伊藤英明の大シベリア SIBERIA（第一夜：2015年3月7日・第二夜：3月8日、BS-TBS） - 旅人
- ネイチャードキュメント奇跡の地球紀行 伊藤英明が行く!知られざるハワイ（BS朝日） - ナビゲーター
  - 第1弾 マウイ島1周!ザトウクジラとの奇跡の出会い（2015年6月13日）
  - 第2弾 オアフ島縦断!〝全米一美しい〟幻の渚へ

### ミュージックビデオ
- AKB48『涙サプライズ!』（2009年）

### バラエティ
- ネプリーグ (フジテレビ)
- 海猿出演者爆笑珍道中 in 岐阜（2010年、東海テレビ放送・BSフジ）
- 世界王者誕生プロジェクト セカイオー!（2013年8月22日、NHK総合） - プロジェクトリーダー（司会）
- ウドちゃんの旅してゴメン（2024年1月3日、名古屋テレビ放送）[72]
- 岐阜英明（2023年9月2日～11月25日、ぎふチャン）

### CM
- 丸井『ヴィサルノ』
- 小学館『海猿』（2004年6月）
- ワーナー エンターテイメント ジャパン（2008年）
- 日本コカ・コーラ
  - 『まろ茶』（2002年1月 - 9月）
  - 『爽健美茶』（2003年2月 - 3月）
  - 『Coca-Cola ZERO』（2012年）
- NTT DoCoMo 関西『FOMA』
- 花王『サクセス』（2004年3月 - 2011年）
- ハウス食品『完熟トマトのハヤシライスソース』（2004年）
- アサヒビール『Asahi DRY COOLER』（2004年7月 - 9月）
- ジェネオン エンタテインメント（2006年）
- グッドウィル（2006年 - 2007年）
- カーチス（2006年）
- エイブル（2005年12月 - 2007年）
- 日清食品『野菜はるさめスープ』（2007年）
- ダイハツ・タント カスタム（2007年 - 2008年）
- キリンビール
  - 『STRONG SEVEN』（2008年 - 2009年）
  - 『淡麗極上〈生〉』
- ダイドードリンコ『ブレンドコーヒー』 「35歳×35周年」篇（2010年 - 2011年）
- Reebok Japan『ZIGTECH（ジグテック）』 （2012年）
- グリー『GREE』（2013年）
- ロート製薬『デ・オウ』（2013年） - 2018年にはケンシロウ 役で出演
- 魔剣伝説（2020年4月、4399）イメージキャラクター※ゲーム内にも登場[73]
- 大垣共立銀行（2024年4月1日 - ）[74]
- ドラゴンボールスーパーカードゲーム フュージョンワールド「ベジット」篇・「ゴジータ」篇（2025年1月31日 - ）[75]

### ゲーム
- 仮面ライダーバトル ガンバライジング（2021年、アーケード） - 仮面ライダーエデン 役[76]
- 仮面ライダーバトル ガンバレジェンズ（2023年、アーケード） - 仮面ライダーエデン 役

### 玩具
- 仮面ライダーゼロワン DX エデンゼツメライズキー&エデンドライバーユニット（2021年2月） - エス / 仮面ライダーエデン 役

## 作品

### 書籍

#### エッセイ
- ID4（2001年7月、光進社） ISBN 978-4-87761-071-5
- HIDEAKIZM（2001年9月、学研） ISBN 978-4-05-401486-2

#### 写真集
- 伊藤英明写真集「MOROCCO」（2002年8月1日、講談社、撮影：半沢健） ISBN 978-4-06-330171-7
- 伊藤英明写真集「MOROCCO」豪華版（2002年8月15日、講談社、撮影：半沢健） ISBN 978-4-06-330175-5

### 映像作品
- 伊藤英明「MOROCCO」（2003年6月26日、講談社、DVD：KDCD-1 VHS：KDCV-1）